# Миодраг Милованов
Миодраг Мића Милованов (Београд, 16. јул 1940) српски је филмски, телевизијски и позоришни глумац.

## Улоге
| Год.       | Назив                                          | Улога                       |
| ---------- | ---------------------------------------------- | --------------------------- |
| 1960-е     |                                                |                             |
| 1963.      | Ромео и Ђулијета (ТВ филм)                     | Ромео                       |
| 1964.      | Право стање ствари (ТВ филм)                   |                             |
| 1968.      | Силе (ТВ)                                      |                             |
| 1969.      | Силом отац                                     | Жарко Дамјановић            |
| 1970-е     |                                                |                             |
| 1970.      | Дан који треба да остане у лепој успомени (ТВ) |                             |
| 1970.      | Ђидо (ТВ)                                      | Здравко                     |
| 1971.      | Дон Кихот и Санчо Панса (ТВ)                   |                             |
| 1972.      | Мајстори (серија)                              | Лекар                       |
| 1974.      | Отписани                                       | Инжењер Бабић               |
| 1974−1975. | Отписани (серија)                              | Инжењер Бабић               |
| 1977.      | Више од игре (серија)                          | Иво Апостоловић             |
| 1979.      | Јоаким                                         |                             |
| 1980-е     |                                                |                             |
| 1986.      | Одлазак ратника, повратак маршала (серија)     |                             |
| 1987.      | Вук Караџић (серија)                           |                             |
| 1990-е     |                                                |                             |
| 1991.      | Оружје збогом                                  |                             |
| 1994.      | Срећни људи (серија)                           | Професор правног факултета  |
| 1995.      | Свадбени марш (ТВ)                             | Јанко, Савин пријатељ       |
| 1995.      | Крај династије Обреновић (серија)              | Петар                       |
| 1997.      | Горе доле                                      | Бошков пацијент Видачић     |
| 1998.      | Породично благо (серија)                       | Листеров повереник          |
| 2000-е     |                                                |                             |
| 2000.      | Стари врускавац (ТВ)                           | Глас старог врускавца       |
| 2000.      | Дуг из Баден - Бадена (ТВ)                     | Иван Сергејевич Тургењев    |
| 2004.      | Јелена (серија)                                | Русински                    |
| 2007.      | Сељаци (ТВ серија)                             | Мирче                       |
| 2010-е     |                                                |                             |
| 2010.      | Жена са сломљеним носем                        | Богдан                      |
| 2011.      | Coriolanus                                     | Други сенатор               |
| 2013.      | Тајно                                          |                             |
| 2017.      | Обичан човек                                   | власник киоска              |
| 2017.      | Santa Maria della Salute (ТВ серија)           | апотекар                    |
| 2018.      | Немањићи - рађање краљевине                    | папа Иноћентије III         |
| 2019.      | Црвени месец                                   | Петар I Карађорђевић        |
| 2019−2020. | Преживети Београд                              | пензионер                   |
| 2020-е     |                                                |                             |
| 2020.      | Јужни ветар (ТВ серија)                        | чувар у ловачкој кући       |
| 2020.      | Југословенка (ТВ серија)                       | Петар I Карађорђевић        |
| 2021.      | Александар од Југославије (ТВ серија)          | лекар у грчком санаторијуму |
| 2021.      | Бележница професора Мишковића                  | Драги Чаковић               |
| 2022.      | Господари пакла                                | старац                      |
| 2023.      | Јужни ветар: На граници                        | Црни                        |